# الاخال
ال اخال یک منطقهٔ مسکونی در عربستان سعودی است که در استان مدینه واقع شده‌است.